# بحر الغزال (تشاد)
بحر الغزال هو إقليم من ضمن 23 إقليم في تشاد، أنشئ في سنة 2008 من منطقة كانم، يحتوي على قسم من مقاطعة بحر الغزال السابقة.